# ガンマンストーリー
『ガンマンストーリー』（Gunman Story、原題：Gunman Clive）は、スウェーデンのインディーゲームスタジオHörberg Productionsが開発したアクションゲーム、及びシリーズ名。日本向けのローカライズはフライハイワークスが手掛けている。
本稿では、表題の1作目のほか、シリーズ作品の『ガンマンストーリー2』と『ガンマンストーリーHDコレクション』についても記述する。

## 概要
西部劇を題材とした横スクロールアクションゲーム。純粋な西部劇というわけではなく、ロボットが登場したり操作キャラクターが宇宙空間を飛行したりするなどの要素を内包し、独特の世界観を構築している。グラフィックは全編にわたり手描きでスケッチしたような絵柄で表現され、背景に用いられている色は、1作目『ガンマンストーリー』ではセピア調の色、2作目『ガンマンストーリー2』ではステージごとに同系色で統一されている。
1作目『ガンマンストーリー』は複数のプラットフォーム向けに配信され全世界で40万本（2015年2月時点）を売り上げたが、このうちニンテンドー3DS（以下3DS）版は、先行販売していたAndroid版とiOS版の売り上げを大きく超える全世界30万本（2015年3月時点）を記録した。この30万本の4割強にあたる約13万本が日本市場のもので、ダウンロード専用ソフトの売上ランキングの上位に2年近く入り続けるロングセラーとなった。2013年にアメリカで行われたゲーム開発者向けのイベント「Game Developers Conference 2013」では任天堂が本作について取り上げ、3DS版のヒットの理由について「ボタン操作によって操作性が向上し、遊びやすくなったためではないか」と分析している。

## ガンマンストーリー
『ガンマンストーリー』（Gunman Clive）は、Android、iOS、PC（GamersGate, Steam）、ニンテンドー3DS用ソフトとして配信された。
Android版とiOS版では、画面上に表示される仮想ボタン（方向キー、ジャンプボタン、弾の発射ボタン）をタッチして操作する。
ゲーム開始前に、操作キャラクター（後述）と難易度を選択する。難易度は「EASY」「NORMAL」「HARD」の3種類で、操作キャラクターのライフの最大値がそれぞれ8、4、2になる（敵の強さや数などに変更はない）。また、「EASY」を選んだ際には、他の難易度で即ミスになる状況（穴への落下など）の後、ライフが2減少した上で直前の地形から再スタートする。
パワーアップアイテムとして、前3方向に弾を飛ばす銃、速度は遅いが高威力の弾を飛ばす銃、地形を貫通するレーザーを放つ銃、地面を跳ねる弾を飛ばす銃が道中で手に入る。これらは一度ダメージを受けると効果が消え、通常の銃に戻る。
全20ステージで5ステージごとにボス戦が行われる。一度クリアしたステージは個別に再プレイが可能。ステージの選択画面では、規定タイム内やノーダメージでクリアした際にそれぞれ「★」印がつく。
操作キャラクター
Gunman Clive以外は、一度全ステージをクリアした後に使用可能となる。
Gunman Clive
テンガロンハットをかぶりベストを着ているガンマン。さらわれたMs. Johnsonを助けるため冒険する。
Ms. Johnson
ドレスを身につけている女性。さらわれたGunman Cliveを助けるため冒険する。ジャンプ中にジャンプボタンを押し続けると僅かの間空中に留まることができる。一方、Gunman Cliveとは違い、歩きながらの銃使用ができない。
Duck
通常は敵として登場するアヒル。ジャンプ中に最大5回まで羽ばたき、落下速度を遅らせることができる。一方で、攻撃手段を一切持たない。Duckでのプレイ時にはボス戦がカットされる。

## ガンマンストーリー2
『ガンマンストーリー2』（Gunman Clive 2）は、ニンテンドー3DS、Steam用ソフトとして配信された。
前作『ガンマンストーリー』は西部劇のような世界が主な舞台だったが、今作では操作キャラクターが世界各地を巡り、アジア風の地域、雪原地帯、恐竜がいる地域など、全25ステージを冒険する。
基本システムは前作を踏襲している。従来の横スクロールアクションステージのほか、操作キャラクターの背後視点で表示され画面奥に向かって進む3Dアクションゲームや3Dシューティングゲームのようなステージもある。
操作キャラクターは前作の3体に加え、全ステージのクリア後に新たなキャラクター「Chieftain Bob」が追加される。Chieftain Bobは障害物を貫通する槍を武器に使用し、近距離のみを攻撃する。

## ガンマンストーリーHDコレクション
『ガンマンストーリーHDコレクション』（Gunman Clive HD Collection）は、Wii U、Nintendo Switch、PlayStation 4用ソフトとして開発された。『ガンマンストーリー』と『ガンマンストーリー2』をHD化しオムニバス形式で収録している。
追加要素として、『ガンマンストーリー2』に登場した「Chieftain Bob」が『ガンマンストーリー』でも使用可能となっている。

## その他
Hörberg Productionsの公式サイト上にて、ゲームボーイ用のエミュレータで動作する『Gunman Clive Gameboy Edition』のデータを無料配信している。これは、1作目『ガンマンストーリー』のステージ1をゲームボーイ風に再現した内容で、『ガンマンストーリーHDコレクション』のリリース後に1か月以上をかけて制作された。